# Przejście graniczne Łużanka-Beregsurány
Przejście graniczne Łużanka-Beregsurány – międzynarodowe ukraińsko-węgierskie drogowe przejście graniczne, położone w rejonie berehiwskim obwodu zakarpackiego. Na przejściu dopuszczony jest ruch osobowy.
Do przejścia granicznego dochodzą:
- ukraińska droga magistralna M24
- węgierska droga krajowa 41.